# Euphorbia atrocarmesina
Euphorbia atrocarmesina ist eine Pflanzenart aus der Gattung Wolfsmilch (Euphorbia) in der Familie der Wolfsmilchgewächse (Euphorbiaceae).

## Beschreibung
Die sukkulente Euphorbia atrocarmesina verzweigt sich aus der Basis heraus, bildet Sträucher mit aufrechten und ausgebreiteten Trieben aus und erreicht etwa 75 Zentimeter Höhe. Die vier- bis sechskantigen Zweige weisen tiefe, 8 Zentimeter lange und 6 Zentimeter breite Einschnürungen auf, die eiförmig gestaltet sind. An den geflügelten Kanten der Triebe stehen buchtige Zähne und die Dornschildchen bilden einen zusammenhängenden Hornrand aus. Es sind 1 bis 12 Millimeter lange Dornen und sehr kleine Nebenblattdornen vorhanden.
Die Cymen bestehen aus ein bis drei, einzeln stehenden Cyathien, die an einem starken, bis 4,5 Millimeter langen Stiel stehen. Die dunkel blutrot gefärbten Cyathien erreichen etwa 8,5 Millimeter im Durchmesser. Die fünf bis sieben Nektardrüsen sind länglich geformt und berühren sich. Die stumpf gelappte Frucht ist sitzend und wird 5,5 Millimeter lang und 8 Millimeter breit. Der kugelförmige Samen wird etwa 3 Millimeter groß und ist glatt.

## Verbreitung und Systematik
Euphorbia atrocarmesina ist in Angola in der Provinz Cuanza Sul verbreitet. Die Art steht auf der Roten Liste der IUCN und gilt als nicht gefährdet (Least Concern).
Die Erstbeschreibung der Art erfolgte 1968 durch Leslie Charles Leach.
Es werden folgende Varietäten unterschieden:
- Euphorbia atrocarmesina var. arborea L.C.Leach (1977); im Unterschied zur Stammart werden kleine Bäume bis etwa 1,5 Meter Höhe ausgebildet, die einen kurzen und dicken Stamm besitzen
- Euphorbia atrocarmesina var. atrocarmesina